# Kalamáta nemzetközi repülőtér
A Kalamáta nemzetközi repülőtér (IATA: KLX, ICAO: LGKL) Görögország egyik nemzetközi repülőtere, amely Kalamáta közelében található. Éves utasforgalma 354 546 fő (2022).

## Futópályák
A repülőtér futópályái:
- 17R/35L

## Forgalom
Az utasforgalom az elmúlt években az alábbi módon változott:
| Utasok száma | 136 992 | 236 202 | 188 209 | 227 980 | 278 063 | 278 193 | 341 281 | 88 050 | 173 934 | 354 546 |
|              | 2013    | 2014    | 2015    | 2016    | 2017    | 2018    | 2019    | 2020   | 2021    | 2022    |

## Légitársaságok és úticélok
2024-ben a Kalamáta nemzetközi repülőtérről az alábbi járatok indulnak (Utoljára frissítve: 2025-02-9):
| Légitársaság                  | Célállomások |
| ----------------------------- | --- |
| Aegean Airlines               | Thessaloniki Szezonális: Athens, Koppenhága, Gothenburg, Helsinki, Heraklion, München, Stockholm–Arlanda, Tel Aviv              |
| Air France                    | Szezonális: Párizs-Charles de Gaulle repülőtér                                                                                  |
| Austrian Airlines             | Szezonális: Bécs |
| Bluebird Airways              | Szezonális: Tel Aviv |
| British Airways               | Szezonális: London–Heathrow |
| Condor                        | Szezonális: Düsseldorf, Frankfurt, München                                                                                      |
| Discover Airlines             | Szezonális: Frankfurt (kezdődik 2025 június 29-től), München                                                                    |
| easyJet                       | Szezonális: London–Gatwick, Manchester (újrakezdődik 2025 június 24-től)                                                        |
| Edelweiss Air                 | Szezonális: Zurich |
| Eurowings                     | Szezonális: Düsseldorf |
| FLYYO                         | Szezonális charter: Tel Aviv |
| Jet2.com                      | Szezonális: Birmingham, Bristol (kezdődik 2025 május 7-től), Edinburgh (kezdődik 2026. május 6-án), London–Stansted, Manchester |
| Lufthansa                     | Szezonális: München |
| Marathon Airlines             | Szezonális charter: Innsbruck                                                                                                   |
| Qanot Sharq                   | Szezonális: Tashkent |
| Ryanair                       | Szezonális: Bergamo, London–Stansted, Bécs                                                                                      |
| Scandinavian Airlines         | Szezonális: Stockholm–Arlanda                                                                                                   |
| Swiss International Air Lines | Szezonális: Genf |
| Transavia                     | Szezonális: Amszterdam, Párizs–Orly                                                                                             |
| Volotea                       | Szezonális: Lille, Lyon, Nantes                                                                                                 |